# 12 Oszmiańska Brygada Armii Krajowej
12 Oszmiańska Brygada AK – polski oddział partyzancki Okręgu Wilno Armii Krajowej.
W lipcu 1944 w ramach Zgrupowania nr 3 Okręgu AK Wilno żołnierze brygady wzięli udział w operacji Ostra Brama. Przez kilka dni kwaterowali w pobliskich Powelkach. W lipcu 1944 liczyła ok. 400 partyzantów.
O świcie 18 lipca 1944, w Puszczy Rudnickiej, 10 Brygada Armii Krajowej została rozbrojona przez zmotoryzowane oddziały Armii Czerwonej.

## Formowanie i zmiany organizacyjne
Na początku kwietnia 1944 polskie oddziały partyzanckie działające w Inspektoracie F mocno powiększyły swój stan liczbowy i zostały przekształcone w brygady. Z V oddziału partyzanckiego „Marsa” utworzona została na bazie ośrodka AK w Krewie 12 Brygada pod dowództwem por. Hieronima Romanowskiego „Cerbera”. W tym czasie liczyła nieco ponad 50 ludzi. W kwietniu nastąpił dynamiczny rozwój brygady. Powołano dwa plutony strzeleckie, pluton zwiadu konnego, sekcję pionierów, drużynę ckm. Miesiąc upłynął na szkoleniu ochotników i tworzeniu nowych pododdziałów 12 brygady.
Pod koniec kwietnia wyznaczono koncentrację Zgrupowania nr 3 Okręgu Wilno Armii Krajowej. Miała ona nastąpić w rejonie miejscowości Klewica, Graużyszki, Wojsznaryszki. 12 Brygada stawiła się na koncentrację i została zakwaterowana w Wojnaryszkach. Liczyła wtedy około 120 uzbrojonych żołnierzy-partyzantów.
Na początku czerwca stan 12 Brygady wynosił 230 ludzi. Również w czerwcu przeprowadzono reorganizację oddziału. Trzy plutony strzeleckie zostały przekształcone w trzy kompanie. W drugiej połowie czerwca do brygady dołączyły się wykwalifikowane sanitariuszki, utworzono też sekcję żandarmerii.

## Działania brygady
12 maja w Graużyszkach odbyła się odprawa koordynacyjna dowódców brygad 3 Zgrupowania. Uczestniczył w niej też komendant „Wilk”. Plan działania przedstawił mjr „Jarema”. Przewidywał on rozbicie czterech kompanii z korpusu posiłkowego gen. Plechaviciusa stacjonujących w Murowanej Oszmiance. Brygada otrzymała zadanie ubezpieczać i osłaniać akcję.
Jeszcze 12 maja o 23.00. na Murowaną Oszmianką ruszyły cztery plutony 8 Brygady „Tura”. 3 Brygada „Szczerbca”, która miała uderzyć z zachodniej strony, spóźniła się akcję i do 23.30 w tym kierunku nie padł ani jeden strzał. W takich warunkach mjr „Jarema” nakazał uderzyć 12 Brygadzie z południa. Brygada uderzyła z marszu i częściowo odciążyła 8 Brygadę. Wzięła przy tym do niewoli około 20 litewskich żołnierzy.
W końcu maja nastąpiła zmiana miejsca stacjonowania brygad 3 Zgrupowania. 12 Brygada zakwaterowała się w Wierebuszkach.
29 maja walkę z silnym oddziałem sowieckim w okolicach Solecznik na trasie Klewica-Bieniakonie stoczyły patrole z 12 i 13 Brygady. Sowieccy partyzanci przechodzili z Puszczy Nalibockiej do Puszczy Rudnickiej. Po napotkaniu polskiego patrolu, oddział sowiecki otworzył ogień. W walce zginęło 4 polskich partyzantów: kpr. Ryszard Dudek „Zuch” i kpr. Felicjan Harynowski „Blok” z 13 Brygady, oraz st. sierż. Czajkowski „Czajka”, strz. Stanisław Wasilewski „Gwóźdź” „Gwiazda” z 12 Brygady. Pochowani zostali w Dziewieniszkach na skwerze w rynku pod kościołem.
W pierwszej dekadzie czerwca brygady 3 Zgrupowania otrzymały rozkaz zlikwidowania posterunku policji litewskiej w Holszanach rozmieszczony w budynku szkoły. 12 Brygada „Cerbera” miała ubezpieczać akcję z kierunku Oszmiany. Akcję zaplanowano na 8 czerwca, początek akcji – 23.00. Niestety, jeszcze przed 23.00, do Holszan przybyła kolumna 5 niemieckich czołgów. W tych warunkach nastąpiło odwołanie akcji. Wszczęcie walki oznaczało spalenie wielu zabudowań w samym mieście.
Po akcji na Holszany brygada rozpoczęła penetrację terenu w oparciu o wsie Giejstuny i Wierebuszki. W drugiej połowie czerwca miała kilka drobnych potyczek z wojskowymi patrolami niemieckimi ochrony torów kolejowych w okolicach Bohdanowa na linii kolejowej Mołodeczno-Lida. 20 czerwca brygada rozbroiła załogę samolotu niemieckiego, który przymusowo wylądował w okolicach Krewy. 22 czerwca walczyła z oddziałem niemieckim w Molewiczach.
W sumie, w okresie od kwietnia do czerwca 1944 brygada przeprowadziła 7 akcji bojowych.

### Walki w ramach Akcji „Burza”
Rozkaz udziału w operacji Ostra Brama zastał brygadę w okolicach Holszan. Zgodnie z rozkazem miała opanować lotnisko na Porubanku i zniszczyć samoloty. Brygada nie zdążyła na czas dołączyć do Zgrupowania Bojowego nr 3 i rozkazu zniszczenia lotniska nie wykonała. Lotnictwo niemieckie bardzo mocno bombardowało polskie oddziały i zadało ciężkie straty.
Podczas przekraczania drogi Boruny-Holszany związała się walką z Niemcami. Straty własne: 1 zabity, 2 zaginionych i 4 rannych. Do Szwajcar dotarła rankiem 7 lipca. Ochraniała szpital polowy 3 czołówki sanitarnej.
7 lipca pod Szwajcarami wspólnie z 6 Brygadą mjr. Leona Koplewskiego – "Konara" uwolniła około 4 tysięcy jeńców z obozu w Mińsku maszerujących pod konwojem na Zachód.

## Obsada personalna
- dowódca – kpt. Hieronim Romanowski "Cerber"
- zastępca dowódcy – por. Roman Olechnowicz "Mars"
- szef – sierż. Wacław Hajdukiewicz "Śmiały"
- kwatermistrz – kpt. Minejko "Wujek"
- szef kancelarii – kpr. Jan Sipilo "Słowik"
- podoficer broni – kpr. "Szczerba"
- lekarz – dr Zbigniew Szacki "Trus"
- dowódca zwiadu – ppor. Wacław Dobrzyński "Łuk"
- łącznik – "Basia"